# Agnethe Davidsen
Agnethe Davidsen (ur. 29 sierpnia 1947, zm. 25 listopada 2007) - polityk grenlandzka. Członkini grenlandzkiego Landstigu, pierwsza kobieta - minister grenlandzkiego rządu. W latach 1993–2007 burmistrz Nuuk.